# Mantispa haugi
Mantispa haugi is een insect uit de familie van de Mantispidae, die tot de orde der netvleugeligen (Neuroptera) behoort. 
Mantispa haugi is voor het eerst wetenschappelijk beschreven door Navás in 1909.